# Giro de Lombardía 1941
El Giro de Lombardía 1941 fue la 37ª edición del Giro de Lombardía. Esta carrera ciclista organizada por La Gazzetta dello Sport se disputó el 19 de octubre de 1941 con salida y llegada a Milán después de un recorrido de 217 km.
El italiano Mario Ricci (Legnano) conseguía al esprint imponerse a sus compatriotas Cino Cinelli (Bianchi) y Severino Canavesi (Gloria).

## Clasificación general
| Posición | Ciclista           | Equipo  | Tiempo     |
| -------- | ------------------ | ------- | ---------- |
| 1        | Mario Ricci        | Legnano | 6h 26' 41" |
| 2        | Cino Cinelli       | Bianchi | m. t.      |
| 3        | Severino Canavesi  | Gloria  | m. t.      |
| 4        | Domenico Pedevilla | Olmo    | m. t.      |
| 5        | Fausto Coppi       | Bianchi | m. t.      |
| 6        | Pietro Chiappini   | Olympia | m. t.      |
| 7        | Guerrino Tomasoni  | Frejus  | m. t.      |
| 8        | Olimpio Bizzi      | Bianchi | m. t.      |
| 9        | Gino Bartali       | Legnano | m. t.      |
| 10       | Vasco Bergamaschi  | Bianchi | m. t.      |